# Asobara transversaria
Asobara transversaria är en stekelart som beskrevs av Fischer 2007. Asobara transversaria ingår i släktet Asobara och familjen bracksteklar. Inga underarter finns listade.